# ジョン・フィールド
ジョン・フィールド（John Field）は、19世紀の初めに活動したアイルランドの作曲家、ピアノ奏者で、「夜想曲」（Nocturne）の創始者としても知られる。「夜想曲」を一つの音楽ジャンルとして確立させ、フレデリック・ショパンらに影響を与えた。また、モスクワとサンクトペテルブルクに長く滞在して作曲・演奏活動を行い、後に『近代ロシア音楽の父』と呼ばれることになるミハイル・グリンカを指導するなど、ロシア音楽の発展にも大きく寄与した。

## 生涯
1782年7月26日にアイルランド王国ダブリンで生まれた。ヴァイオリン奏者の父にピアノの手解きを受け、教会のオルガン奏者であった祖父から音楽の基礎を学んだ。9歳の時にピアノ奏者としての活動を始め、 1792年から トンマーゾ・ジョルダーニ（Tommaso Giordani、1730 - 1806）の指導を受けた。
1793年、家族と共にロンドンに移住。作曲家でピアノの製造も手掛けていた ムツィオ・クレメンティのもとで学んだ。17歳の頃には、ピアノ協奏曲の初演が行われていたといわれており、1801年にピアノソナタ集を出版。この頃から作曲家としての活動が盛んになった。
1802年7月に、クレメンティと共にヨーロッパを回り、パリやウィーンなど各地で名声を博した。その後、クレメンティに連れられてロシアのサンクトペテルブルクへ移る。1803年6月にクレメンティが去った後もこの地に留まり、ピアノの演奏家や指導者としての活動を続けた。1804年に自身初の交響曲を手がける。その後もロシア各地の貴族社会から熱烈に歓迎され、一時は「フィールドを知らないことは、罪悪である」とまで評されていたとされる。
1810年、モスクワでの教え子の1人であったアデライデと結婚し、1819年に エイドリアン・フィールド を授かる。1815年にはフランス女性と不倫し男児 レオン・シャルパンティエ をもうけており、レオンは後にピアノ奏者となり、父と共に演奏旅行をしている。フィールドにとって、この頃が人生の絶頂期であり、この頃の教え子の1人に後に作曲家として知られる ミハイル・グリンカがいた。
1820年代半ばにアルコールに溺れ身体を壊し、
直腸癌も患い手術も行った。1831年に癌の治療も兼ねてロンドンを訪れ、1832年から翌年にかけてはパリで過ごした。その後、ベルギー、スイス、イタリアへと演奏旅行を続けるが、体調不良から往時の面影は失せ生活も窮乏。ロシアの貴族レイマノフ家の助力でモスクワに戻り1837年に亡くなった。
彼の書いた、それまでの形式にとらわれない単一楽章のピアノ作品、夜想曲（ノクターン）は、ショパンに大きな影響を与え、後のメンデルスゾーン、シューマン、リスト、グリーグなどロマン派作曲家の作品の先駆けとなった。また1808年、26歳の時にモスクワで出版したピアノ連弾曲イ短調は、ロシアの民謡を取り入れたものであり、当時としては珍しいものであった。
フィールドのピアノ演奏は、当時一般的だった技巧的奏法とは一線を画していた。フィールドの弟子で生涯彼に忠誠を尽くしたアレクサンドル・デュブークは、次のように語っている。「私はもちろん彼の作品の幾つかが大好きだが、それ以上に彼の演奏の美しさは最高である。鍵盤のタッチのしかた、旋律の歌い方、緩やかで絶妙な『漂う』スケールとパッセージ、解釈の高貴さ…」。

## 主な作品

### 夜想曲
- 第1番 変ホ長調 (1812年)
- 第2番 ハ短調 (1812年)
- 第3番 変イ長調 (1812年)
- 第4番 イ長調 (1817年)
- 第5番 変ロ長調 (1817年)
- 第6番 ヘ長調 (1817年)
- 第7番 ハ長調 (1821年)
- 第8番 イ長調 (1821年)
- 第9番 変ホ長調 (1816年)
- 第10番 ホ短調(1821ｰ22年)
- 第11番 変ホ長調 (1833年)
- 第12番 ト長調 (1834年)
- 第13番 ニ短調 (1834年)
- 第14番 ハ長調 (1835年)
- 第15番 ハ長調 (1834年)
- 第16番 ヘ長調 (1836年)
- 第17番 ホ長調 (1832年)
- 第18番 ホ長調 「真昼」 (1832年)
注: ペータース版における番号。これらの番号は出版社により異なっており、一意なものではない。第8番と第9番は最初、「ロマンス」の題で発表されたが、後に作曲者自身によって改題された。また、「真昼」は、本来は夜想曲ではなかったが出版社によって「夜想曲」と題されたとされる。フィールドの作曲した夜想曲の正確な数は、はっきりしていない。

### ピアノソナタ
- 第1番 変ホ長調 Op.1-1(1801年)
- 第2番 イ長調 Op.1-2(1801年)
- 第3番 ハ短調 Op.1-3(1801年)
- 第4番 ロ長調 (1813年)

### その他のピアノ独奏曲
- ロマンス ハ短調
- パストラール イ長調 (1816年)
- パルトラール ホ長調

### ピアノ協奏曲
- 第1番 変ホ長調 (1799年)
- 第2番 変イ長調 (1811年)
- 第3番 変ホ長調 (1811年)
- 第4番 変ホ長調 (1814年)
- 第5番 ハ長調 「嵐の中の火事」(1817年)
- 第6番 ハ長調 (1819年)
- 第7番 ハ短調 (1822年)